# Kung Fu - La leggenda continua
Kung Fu - La leggenda continua (Kung Fu: The Legend Continues) è una serie televisiva statunitense del 1993.
La serie è lo spin-off della serie originale Kung Fu del 1972-1975 e vede protagonista Kwai Chang Caine, nipote del Kwai Chang Caine originale, sempre interpretato da David Carradine.

## Trama
Kwai Chang Caine, monaco Shaolin, scopre, a 15 anni di distanza, che suo figlio Peter Caine (Chris Potter) creduto morto in un incendio, è ancora vivo e svolge il lavoro di detective a Los Angeles. Ora che la famiglia è ricongiunta collaboreranno insieme per acciuffare i criminali.

## Episodi
| Stagione         | Episodi | Prima TV USA | Prima TV Italia |
| ---------------- | ------- | ------------ | --------------- |
| Prima stagione   | 22      | 1993         |                 |
| Seconda stagione | 22      | 1994         |                 |
| Terza stagione   | 22      | 1995         |                 |
| Quarta stagione  | 22      | 1996-1997    |                 |